# Black List (L.A. Guns)
Black List è un album di raccolta del gruppo musicale statunitense L.A. Guns, pubblicato nel 2005.

## Tracce
1. Stranded in L.A.
2. L.A.P.D.
3. Show No Mercy
4. One More Reason to Die
5. Looking Over My Shoulder
6. Love & Hate
7. On And On
8. Wired and Wide Awake
9. One Way Ticket to Love
10. Name Your Poison
11. Liquid Diamonds
12. Love Is a Crime
13. Winter's Fool
14. Everything I Do
15. A Word to the Wise Guy
16. Roll the Dice
17. Black City Breakdown
18. The Devil in You

## Formazione
- Paul Black - voce
- Tracii Guns - chitarra
- Robert Stoddard - chitarra
- Mick Cripps - basso
- Nickey Alexander - batteria